# Crosskeya papuana
Crosskeya papuana là một loài ruồi trong họ Tachinidae.